# البجيرمي
سُلَيْمَانُ بْنُ مُحَمَّدِ بْنِ عُمَرَ ٱلْبُجَيْرَمِيّ (1131 - 1221 هـ = 1719 - 1806 م)؛ عالمٌ، فقيه شافعي، محدِّث مِصري.

## مولده ونشأته
ولد في بُجَيْرِم، قرية من قرى محافظة الغربية بمِصر، سنة 1131 هـ، وحضر إلى القاهرة صغيرًا دون البلوغ، ورَبَّاه قريبه الشيخ موسى البُجَيْرِمِيّ، فتعلم في الأزهر، وحفِظ القرآن وفقد بصره في آخر عمره.

## نسبه
ينتهي نسبه إلى الشيخ جمعة الزيدي، وينتهي نسب الشيخ جمعة إلى محمد بن الحنفية.

## شيوخه
حضر البجيرمي على الشيخ العشماوي في الصحيحين وأبي داود والترمذي والشفا والمواهب، وشرح المنهج لشيخ الإسلام زكريا الأنصاري، وشرحي المنهاج لكل من شمس الدين الرملي وابن حجر، وحضر دروس الشيخ الحفني، وأجازه الملوي والجوهري والمدابغي، وأخذ عن مصطفى الديربي وغيره، وحضر أيضًا دروس الشيخ علي الصعيدي العدوي، والسيد البليدي، وشارك كثيرًا من الأشياخ كالشيخ عطية الأجهوري وغيره.

## مؤلفاته
له:
- حاشية التجريد لنفع العبيد على شرح المنهاج في فقه الشافعية، 4 أجزاء.
- حاشية تحفة الحبيب على شرح الخطيب، 4 أجزاء أيضاً.

## قالوا عنه
- قال عنه الجبرتي في تاريخ عجائب الآثار في التراجم والأخبار: «الشيخ الفقيه المحدث خاتمة المحققين وعمدة المدققين بقية السلف وعمدة الخلف... وكان إنسانا حسنا حميد الأخلاق منجمعا (مبتعدا) عن مخالطة الناس مقبلا على شأنه وقد انتفع (به) أناس كثيرون وكف بصره سنينا وعمر وتجاوز المائة سنة.»[2]

## وفاته
سافر قبل وفاته إلى مصطية، بالقرب من بجيرم بمحافظة الغربية، وتوفي بها ليلة الإثنين ثالث عشر رمضان سنة 1221 هـ، ودفن هناك.